# St. Marien (Elende)

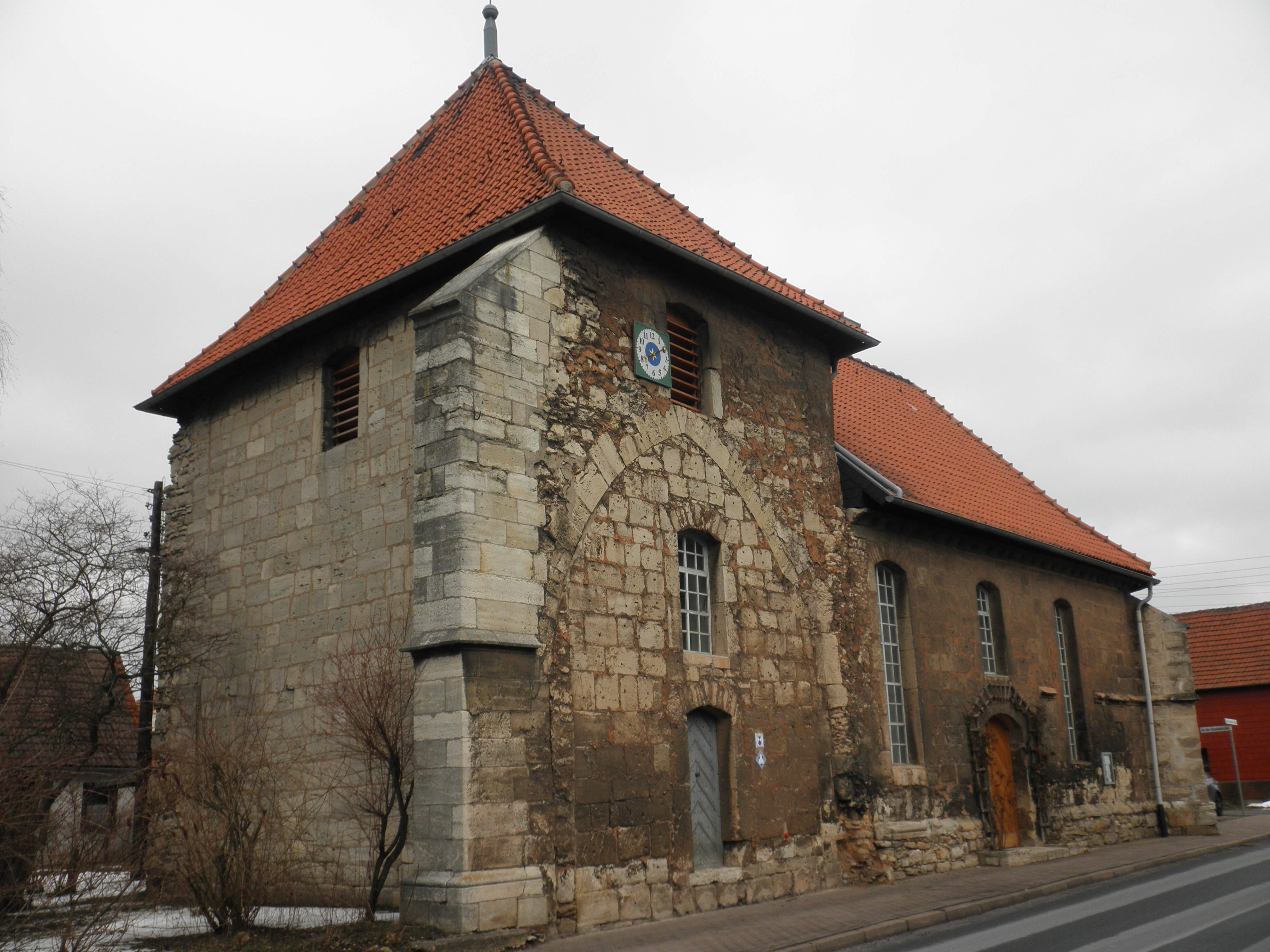
Rosenkirche bzw. St. Marien

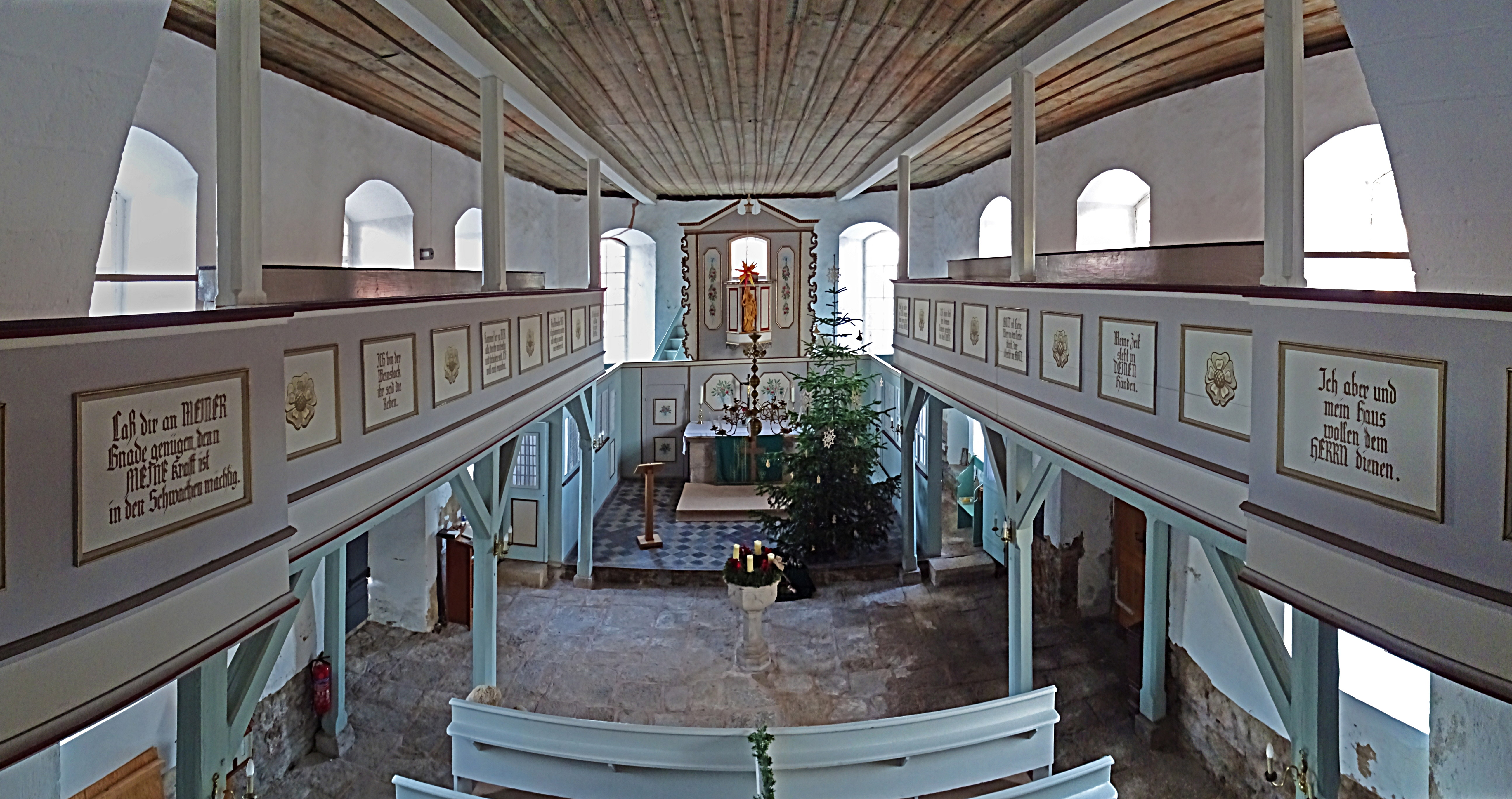
Innenraum

Die ehemalige Wallfahrtskirche St. Marien oder Rosenkirche steht in Elende, einem Ortsteil der Stadt Bleicherode im Landkreis Nordhausen in Thüringen. Sie ist der Gottesmutter Maria geweiht.
Die Kirchengemeinde Elende gehört zum Kirchspiel Gebra im Pfarrbereich Niedergebra des Kirchenkreises Südharz in der Evangelischen Kirche in Mitteldeutschland.

## Geschichte
Was 1419 als große Marien-Wallfahrtskirche begann, ist heute eine kleine Dorfkirche. Die Marienstatue, die im Mittelalter so viele Menschen nach Elende zog, steht heute in der Heiligenstädter Marienkirche. Die einst 42 m lange Wallfahrtskirche wurde 1799 für baufällig erklärt und nach Abrissarbeiten stark verkleinert 1804 wieder geweiht. Das mittelalterliche Taufbecken befindet sich heute in der katholischen St.-Bonifatius-Kirche in Friedrichslohra.

## Beschreibung
Von der früheren gotischen Saalkirche ist nur noch der langgestreckte Chor mit 5/8-Schluss erhalten, mit hölzerner Einteilung als dreischiffige Emporenhalle. Im Süden wurden eine polygonal abgeschlossene Kapelle und im Norden die Sakristei aus Werksteinen angebaut. 1804 wurden der größte Teil des Kirchenschiffs, der Kirchturm, der angrenzende, runde Treppenturm im Norden sowie die Kapelle im Süden abgebrochen. Es wurde die Kirche in der jetzigen Form gebaut. Aus dem Rest des Kirchenschiffs wurde zu einem Turm mit Pyramidendach umgebaut, die Ansätze und Bögen der früheren Anbauten sind noch sichtbar. Das Dachgesims ist als große Hohlkehle geformt und wird durch eine Reihe fünfblättriger Rosen geschmückt.
Im Innenraum sind noch Teile des spitzbogigen Triumphbogens erhalten. Der Kirchenraum ist mit einer hölzernen Flachdecke überspannt. Zwei Reihen hölzerner Pfeiler tragen die Emporen und die sich in den Altarraum fortsetzenden Unterzüge an der Decke. So wird der Raum in drei gleich hohe Schiffe unterteilt. Der Kanzelaltar ist von 1804.
Die Turmuhr ist ca. 300 Jahre alt und hat lediglich einen Uhrzeiger, der Viertel-, Halbe- und Vollstunden anzeigt.
Die Bronzeglocke, 1817 gegossen, hat den Zweiten Weltkrieg überstanden. Für den zweiten Platz im Glockenstuhl wurde 2019 eine zweite, kleine Glocke gekauft, damit ist das Geläut wieder vollständig.

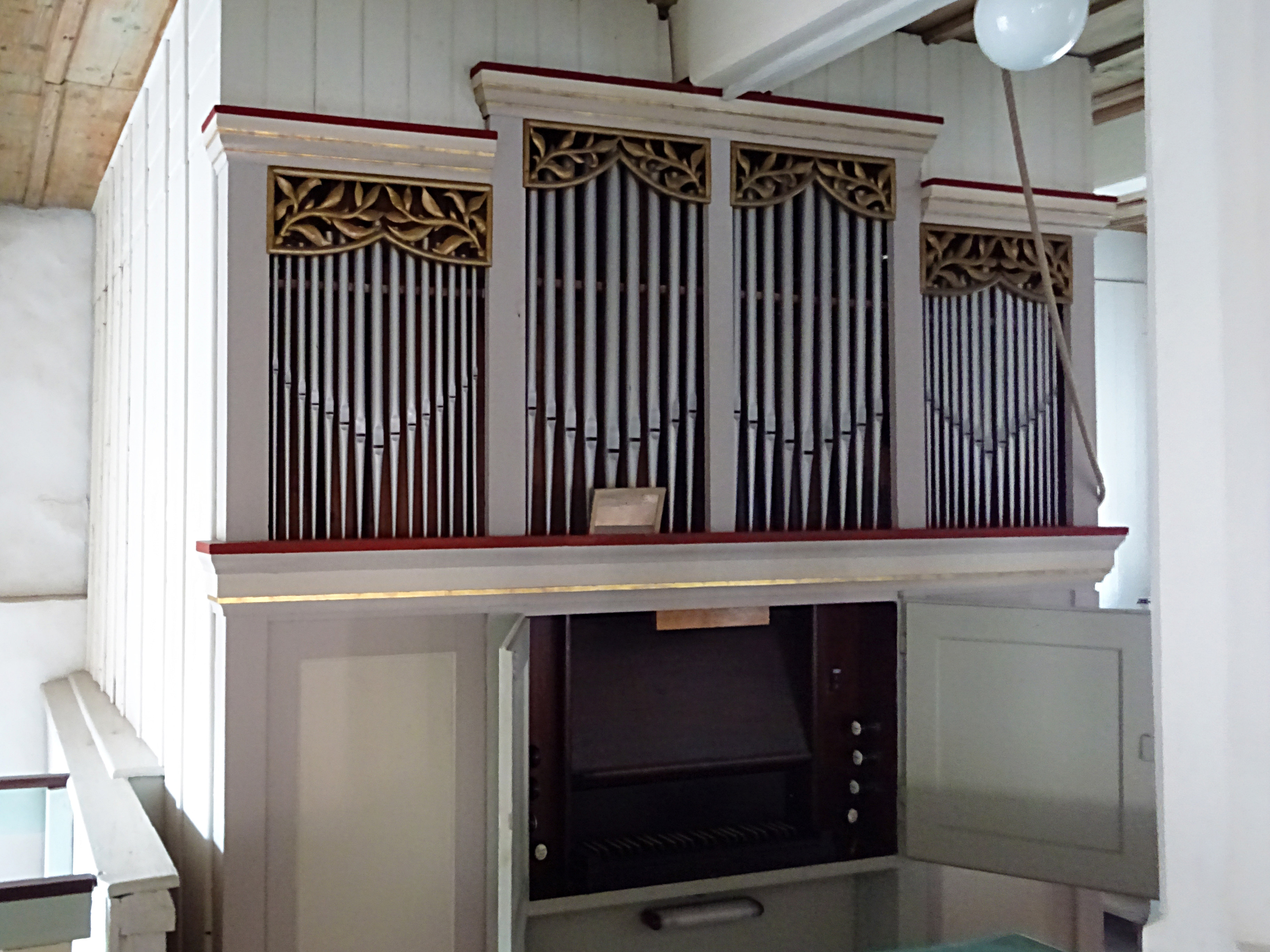
Prospekt der Knauf-Orgel

An der Brüstung  der Empore für die Orgel ist eine geschnitzte gotische Statue eines Bischofs vorhanden, der ein Modell einer Kirche hält. Die Orgel mit 7 Registern, verteilt auf ein Manual und Pedal, wurde 1840 vom Orgelbauer Knauf geschaffen. Sie beherbergt überwiegend Holzpfeifen.